# Amblypalpis
Amblypalpis là một chi bướm đêm thuộc họ Gelechiidae.